# Квинт Минуций Эсквилин
Квинт Минуций Эсквилин (лат. Quintus Minucius Esquilinus; V век до н. э.) — римский политический деятель, консул 457 года до н. э.
Квинт Минуций был сыном Публия Минуция Авгурина, консула 492 года до н. э., и братом Луция Минуция, консула 458 года. Сам он стал консулом на следующий после брата год вместе с Гаем Горацием Пульвиллом.
Из-за нападения сабинян консулам пришлось одобрить увеличение коллегии народных трибунов с пяти членов до десяти. Поход Квинта Минуция на врага ничего не дал. Больше об этом консуле ничего не известно.